# حشره‌خوار جزیره هاینان
 حشره‌خوار جزیره هاینان (نام علمی: Crocidura wuchihensis) نام یک گونه از سرده حشره‌خوارهای دندان‌سفید است.